# Улад пластунів новаків та пластунок новачок
Улад Пластунів Новаків та Пластунок Новачок (УПН) або новацтво (англ. відповідники: Cub Scout (хл.) та Brownie Guide (дів.)) — це, з уваги на вік членів, перша виховна спільнота Пласту, тобто спільнота дітей у віці від закінчених 6 до закінчених 11 років. Улад пластунів новаків та пластунок новачок гуртує наймолодших членів Пласту. Щоб дитина могла стати новаком, потрібно:
1. щоб дитина вміла говорити українською мовою.
2. щоб батьки чи опікуни підписали «заяву батьків», де дають свою згоду на те, щоб їх дитина записалась до новацтва.

Особа, яка починає відвідувати новацькі сходини, не відразу стає новаком. Перших 6-9 тижнів — прихильник новацтва, ще не став членом рою, не має права носити однострою, не платить внески. Закінчивши період знайомства з товаришами, дитина складає заяву вступу:
«Хочу бути добрим пластуном новаком (пластункою новачкою). Прошу прийняти мене до Пласту»

## Мета
УПН дає дітям змогу якнайкраще та найповніше розвивати духовні та фізичні сили згідно з ідейними основами Пласту за допомогою пластової методи, пристосованої до дитячого віку.

## Виховні клітини
Найменша організаційна частина УПН — рій, хлопців чи дівчат, який має свою назву і складається з 6-12 членів. Впорядником рою є братчик або сестричка — особа, якій виповнилось 16 років та яка пройшла вишкіл відповідної кваліфікації.
На чолі рою стоїть ройовий. Це — новак чи новачка, якого призначив впорядник. Ройовий допомагає впорядникові у різних завданнях — проведення збірки, збирання внесків, проведення окремих занять при іграх, повідомлення новаків про час сходин. Кожен рій вибирає собі назву-символ (наприклад, «Лиски», «Соловейки», «Бджілки»).
Два-чотири рої творять гніздо.  Рій має своє порядкове число в гнізді. Крайова пластова старшина реєструє, затверджує назву і порядкове число гнізда. Гніздовий(-а) відповідають за роботу гнізда. Ним може бути досвідчений братчик чи сестричка, що пройшов вишкіл відповідної кваліфікації.

## Барви
Кожен пластовий улад має свою власну барву, яка домінує на одностроях його членів:
- для УПН — жовта
- для УПЮ — малинова
- для УСП — зелена
- для УПС — коричнева

Основна барва в УПН — жовта. Такого кольору новацька хустина, новацькі знамена і відзнаки.
Кожен рій має ройове знамено, тобто жовтий прапорець із нашитою на ньому відзнакою символу рою. Прапорець має форму рівностороннього трикутника (основа 25 см, висота 30 см). Ройовий опікується прапорцем. Кожен рій має тотем, тобто об'ємне зображення символу рою, прикріплене на палиці.

## Методи праці
Новаки під проводом виховника у формі гри виховують характер, швидкість думки, розумову та фізичну вправність.
Напрямні виховної дії та засоби виховання в УПН:
- Пробудити любов до Бога та почуття приналежності до українського народу.
- Пробудити почуття потреби взірцевої поведінки і задоволення від добрих вчинків.
- Плекати здоров'я та відповідну фізичну вправність.
- Плекати естетичний та художній смак, мистецько-творчі зацікавлення та ідеалізм.
- Розвинути співпрацю в гурті: зберігання правил у грі, справедливість, життєрадісність, увічливість, особиста та групова дисципліна.
- Пробудити новаків до творчості та зацікавлення знаннями, вишколювати швидкість думки.
- Плекати, вишколювати зарадність самостійності.

Засоби: розповіді з відповідною тематикою: новацький закон, обіцянка, пісня, вмілості, добрий вчинок, українознавство, ігри, життя серед природи, самодіяльні ігри, казки, дитячі імпрези (виступи), майстрування, читання книжок, праця для домівки, відвідування музеїв і т. д.

## Вітання
Новаки вітають один одного та своїх виховників кличем «Готуйсь!». Якщо вони в однострої, то підносять при цьому зігнену в лікті праву руку, якої середущий та вказівний пальці зложені у вигляді літери «V», а решта пальців зігнені в долоні. Випрямлені пальці символізують любов до Бога та України.

## Новацькі Закон та Обіцянка
Новаки мають свою Обіцянку: «Любити Бога й Україну, допомагати іншим, дотримуватись Новацького Закону».
Новацький Закон:
1. Новак любить Бога і Україну.
2. Новак слухається батьків і виховників.
3. Новак робить добрі вчинки.
4. Новак дотримується правил у грі.
5. Новак старається бути щораз ліпшим.

## Новацькі сходини
Сходини рою — це підстава цілого новацького виховання. Там пробуджує виховник любов до Бога та Батьківщини, учить шанувати старших. Новаки учаться чесної гри, допомагати іншим, зав'язують вузли першої дружби, яка часто веде їх у юнацький і старшопластунський вік.
Кожні сходини новацького рою мають мету й тему. Програму складає виховник, беручи до уваги вік дітей, проби й умілості, пору року, релігійні та національні святкування чи теми із щоденного дитячого життя.
Сходини мають систему тяглості й послідовності. Завдання, які даються дітям, обов'язково мають бути перевірені у визначений час; раз дана обіцянка — повинна виконатись. Систематична й поступова підготовка програми сходин — основа роботи з новацтвом. Новаки пізнають себе — зживаються між собою, грають у ігри і забави, слухають казок, таким чином готуючись до проб і вмілостей: вони пізнають через гру багато цікавого і корисного, а програма, що її проводить виховник, спланована так, аби вони могли пізнавати щоразу щось нове і навчатися жити у спільноті.

## Нагороди
В Уладі Пластунів Новаків і Пластунок Новачок, нагороди за гарні вчинки називаються похвалами.
Існує три види похвал:
1. Усна похвала виховника. Цю похвалу надає виховник новацького рою за понадпересічні досягнення новака, наприклад здобуття першинства в тереновій грі, визначну допомогу в проведенні прогулянки, стовідсоткову присутність на всіх заняттях-сходинах впродовж року тощо.
2. Письмова похвала гніздового. Цю похвалу можна одержати за особливий вияв прикмет доброго новака, працю над собою (наприклад здобуття дуже великої кількості новацьких вмілостей) або особливі індивідуальні досягнення поза Пластом.
3. Похвала-відзнака Крайового коменданта УПН. Цю похвалу новак може одержати за надзвичайний вчинок у Пласті або поза Пластом, який віддзеркалює особливе втілення Новацького Закону.